# Докодексовий Голлівуд

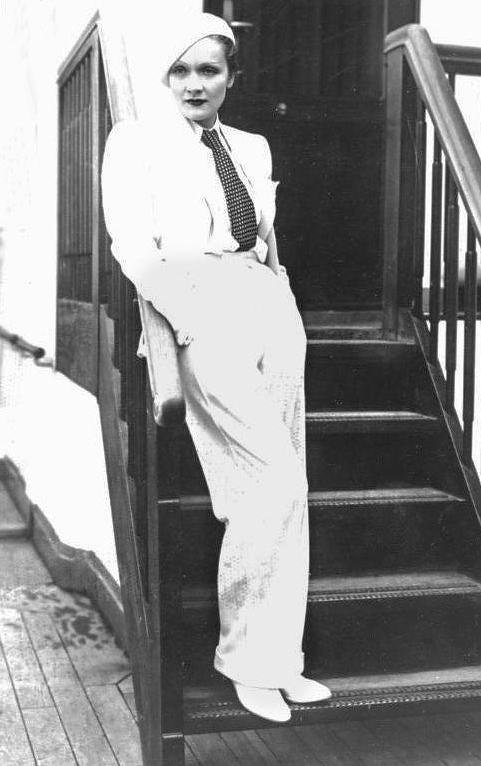
Марлен Дітріх у чоловічому костюмі кидала виклик тогочасному суспільству, демонструючи власну бісексуальність

Доко́дексовий Голліву́д — період в американській кіноіндустрії між появою звуку в кінці 1920-х і введенням Кіновиробничого кодексу. Хоча кодекс прийнято в 1930 році, проте до 1 липня 1934 він був необов'язковим; до згаданої дати кінокартини більш обмежували місцеві закони, обговорення комітетів студій та громадська думка — ніж суворе дотримання Кодексу Гейза, який часто ігнорувався режисерами Голлівуду.
У відсутності кодексу фільми в кінці 1920-х і початку 1930-х містили: сексуальний підтекст, змішані шлюби, сильних жінок, ненормативну лексику, незаконне вживання наркотиків, безладні сексуальні стосунки, проституцію, зображення аборту, насильство та гомосексуальність. Сильні жінки домінували в таких фільмах: «Жінка», «Личко» і «Рудоволоса бестія»; гангстери у фільмах «Ворог суспільства», «Маленький Цезар» і «Обличчя зі шрамом» розглядалися багатьма скорше як герої, ніж як втілення зла. Поряд з участю сильних персонажок, фільми порушували феміністичні питання, яким пізніше в американських фільмах не приділялася увага. Мерзенні кіноперсонажі отримували користь від «брудних вчинків», в деяких випадках без значних наслідків, вживання наркотиків було темою кількох фільмів. Чимало з найбільших голлівудських зірок, таких як Кларк Ґейбл, Барбара Стенвік і Едвард Ґ. Робінсон, розпочинали свою кінокар'єру в цю епоху.
Починаючи з кінця 1933 року і протягом першої половини 1934 року американські католики почали кампанію проти речей, які вони вважали аморальними у американському кіно.